# Robert Montagne
Pour les articles homonymes, voir Montagne (homonymie).
Robert Montagne est un orientaliste, ethnologue et anthropologue français, né le 19 janvier 1893 au Mans (Sarthe), mort le 26 novembre 1954 à Neuilly-sur-Seine (Hauts-de-Seine). Spécialiste du monde berbérophone, il est l'auteur de nombreux travaux sur l'Afrique du Nord et le Maroc en particulier.

## Biographie
Ancien officier de marine, versé dans l'Aéronavale après la guerre de 1914-1918, Robert Montagne fut amené à faire des levers topographiques au Maroc. Remarqué par Lyautey, dont il devint le conseiller, notamment pour les questions tribales, il joua un rôle dans la reddition d'Abdelkrim et réalisa des études ethnologiques sur les populations marocaines.
Maître de conférences à l'Institut des hautes études marocaines à Rabat (Maroc) de 1924 à 1930, il achève en 1930 une thèse d’anthropologie politique : Les Berbères et le Makhzen dans le Sud du Maroc est publié dans la série des travaux de L'Année sociologique et se trouve à la source d'une production scientifique très riche et soutenue jusqu'à la mort de son auteur en 1954.
Robert Montagne a exercé de multiples fonctions à la tête d’institutions administratives mais également scientifiques : bureaux des Affaires indigènes, Institut français des études arabes de Damas (IFEAD), Centre des hautes études d’administration musulmane (CHEAM, devenu Centre des hautes études sur l'Afrique et l'Asie modernes), qu'il a fondé en 1936 et dirigé jusqu’à sa mort. Il a été nommé en 1948 à la chaire « Histoire de l'expansion de l'Occident » du Collège de France. Administrateur, meneur d'enquêtes collectives, chercheur de terrain, savant de cabinet, Montagne a été à la confluence de la politique et de la science : il a suscité des études, formé des administrateurs, informé des décideurs politiques. 
Il fut un chercheur de terrain éprouvé, « à l'écoute de ce qui reste méprisé par les orientalistes de son temps : Berbères du Haut-Atlas, dont la siba prend, sous sa plume, les proportions d'un système politique ; Bédouins dont il reconstitue la représentation du monde ; prolétariat néo-urbain à Casablanca, qu'il arrache à la sociologie passéiste de son époque ».

## Publications
- 1930 : Les Berbères et le Makhzen dans le sud du Maroc[4], Paris, Félix Alcan, 2 l., xvi, 422, xv p.
- 1930 : Villages et kasbas berbères, Tableau de la vie sociale des Berbères sédentaires dans le sud du Maroc, Paris, Librairie Félix Alcan, ix, 22 p.
- 1930 : Un magasin collectif de l'Anti-Atlas,l'agadir des Ikounka, Paris, Librairie Larose, 126 p.
- 1947 : La Civilisation du désert: nomades d'Orient et d'Afrique, Paris, Hachette, 267 p.
- 1952 : Naissance du prolétariat marocain,enquête collective exécutée de 1948 à 1950, Paris, Peyronnet, 291 p.

## Hommage
- Square Robert-Montagne (Paris)